# Баглия
Баглия (араб. بغلية‎, фр. Baghlia) — коммуна на севере Алжира, на территории вилайета Бумердес, административный центр одноимённого округа.

## Географическое положение
Коммуна находится в восточной части вилайета, на высоте 57 метров над уровнем моря.
Коммуна расположена на расстоянии приблизительно 89 километров к востоку от столицы страны Алжира и в 53 км к востоку от административного центра вилайета Бумердеса.

## Демография
По состоянию на 2008 год население составляло 18 052 человек.
Динамика численности населения коммуны по годам:
| 1977  | 1987   | 1998  | 2008   |
| ----- | ------ | ----- | ------ |
| 8 526 | 13 158 | 5 854 | 18 052 |